# 聖亞納教堂 (華沙)
聖亞納教堂（波蘭語：Kościół św. Anny）是波蘭首都華沙歷史中心的天主教教堂，位於克拉科夫郊區街68號。這座教堂是波蘭最著名的新古典主義外觀教堂之一，也是華沙歷史最古老的建築之一。雖然聖亞納教堂在歷史上經歷過多次重建，不過自1788年以來，教堂的外觀基本未變。

## 外部連結
- St. Anna's Church[]
- （波兰語） www.warszawa1939.pl （页面存档备份，存于）
- （波兰語） St. Anne's Church in 1795 （页面存档备份，存于）

52°14′47″N 21°0′51″E / 52.24639°N 21.01417°E